# DM121

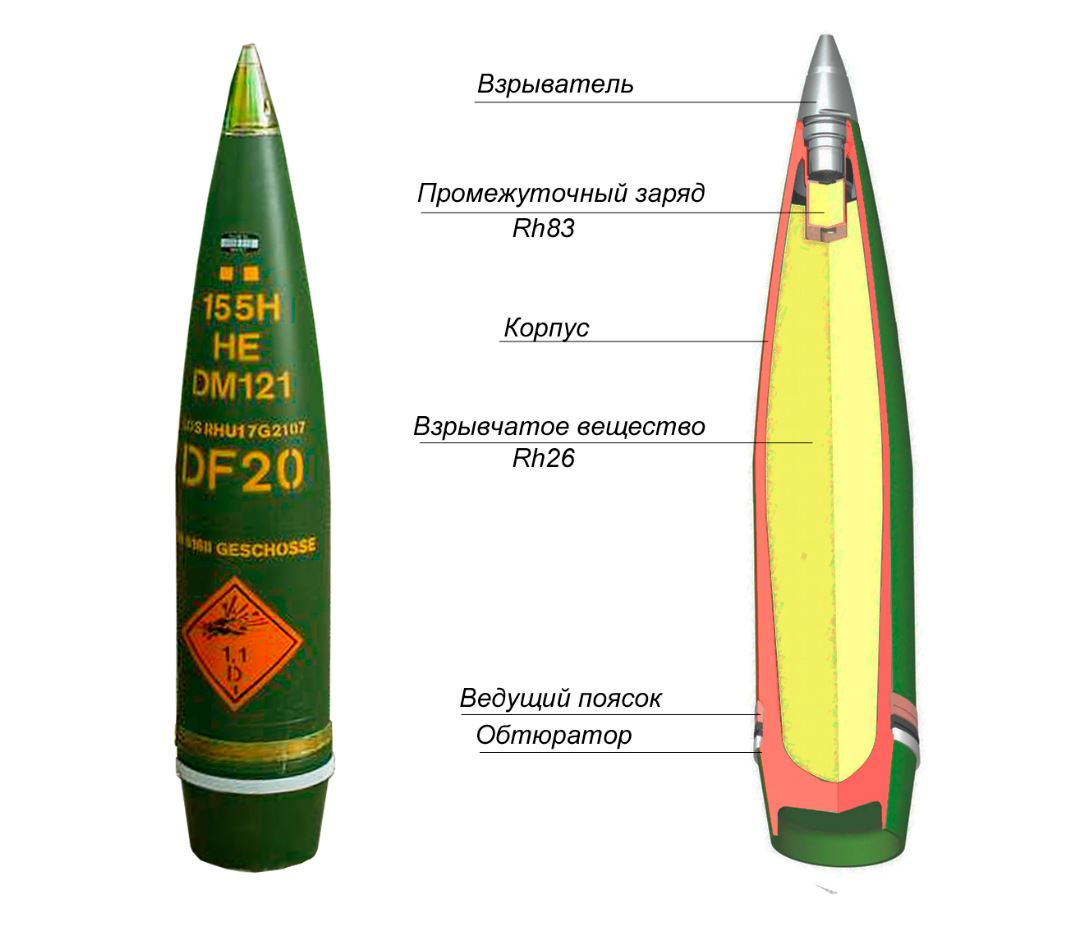
Осколково-фугасний снаряд DM121. Будова.

DM121— німецький артилерійський осколково-фугасний снаряд калібру 155 мм. Прийнятий на озброєння Бундесвера в 2017 році. Також є варіант DM121 з донним газогенератором під назвою M1711.
DM121 є стандартним снарядом САУ PzH 2000, але також може застосовуватися з будь-якими іншими сучасними гаубицями калібру 155 мм.

## Опис
Снаряд відповідає стандартам НАТО STANAG 4425 та 4439.
Маса ВР - 11 кг Rh 26. Ця речовина складається переважно із  гексогену. Довжина снаряда - 841 мм, вага - 43,5 кг. Максимальна дальність при стрільбі з гаубиці з довжиною ствола 39 калібрів - 29,2 км, при стрільбі з гаубиці з довжиною ствола 52 калібри - 36 км. M1711 (варіант з донним газогенератором) має максимальну дальність 47 км при стрільбі з гаубиці з довжиною ствола 52 калібри.

## На озброєнні
- Німеччина
- Нідерланди
- Україна